# Dreaming Neon Black
Dreaming Neon Black es el tercer larga duración realizado por el grupo de metal progresivo Nevermore, y fue distribuido por Century Media en 1999. A diferencia de su predecesor, The Politics of Ecstasy, este álbum es muy emocional y contiene muchas canciones más lentas de lo habitual en el grupo. Es también notable que Dreaming Neon Black es un álbum conceptual. Citando al cantante del grupo, Warrel Dane, "es una historia sobre un hombre que poco a poco enloquece tras perder a la mujer a la que se sentí unido. Los distintos grados de locura se van expresando en cada canción, atraviesa fases de negación y auto-culparse, culpando a Dios, luego denunciándolo. El final es un tanto... trágico, un poco depresivo. Shakesperiano. Todos mueren, todo es feliz.", que podría estar basado en un evento en la vida de Dane. Supuestamente, una vieja novia lo dejó cuando ella se unió a una secta y de la que no volvió a tener señales de vida, y él comenzó a tener pesadilla sobre ella lamentándose sobre su ahogo. Esto ha sido confirmado por el propio Warrell en una antigua entrevista. Las citas sampleadas en la pistas "Ophidian" y "Forever" son de la película de Clive Barker Lord of Illusions. Teniendo una duración de 66 minutos y 5 segundos, es hasta la fecha el disco más largo de Nevermore.

## Listado de temas
Todas las letras escritas por Warrel Dane, toda la música compuesta por Nevermore. 
| Dreaming Neon Black |                           |          |  |
| N.º                 | Título                    | Duración |  |
| 1.                  | «Ophidian» (instrumental) | 0:46     |  |
| 2.                  | «Beyond Within»           | 5:11     |  |
| 3.                  | «The Death of Passion»    | 4:10     |  |
| 4.                  | «I Am the Dog»            | 4:13     |  |
| 5.                  | «Dreaming Neon Black»     | 6:26     |  |
| 6.                  | «Deconstruction»          | 6:39     |  |
| 7.                  | «The Fault of the Flesh»  | 4:54     |  |
| 8.                  | «The Lotus Eaters»        | 4:25     |  |
| 9.                  | «Poison Godmachine»       | 4:33     |  |
| 10.                 | «All Play Dead»           | 4:58     |  |
| 11.                 | «Cenotaph»                | 4:39     |  |
| 12.                 | «No More Will»            | 5:45     |  |
| 13.                 | «Forever»                 | 9:20     |  |

## Créditos
Nevermore
- Warrel Dane - voz
- Jim Sheppard - bajo
- Jeff Loomis - guitarras
- Tim Calvert - guitarras
- Van Williams - baterís

Personal adicional
- Christine Rhoades - voces adicionales

Producción
- Neil Kernon - producción, mezcla, masterización
- Justin Leeah - ingeniería adicional
- Bobby Torres - ingeniería adicional
- Raymon Breton - masterización
- Travis Smith - ilustraciones, diseñon, fotografía
- Karen Mason-Blair - fotografía del grupo
- Louis Rusconi - fotografía adicional www.Rusconi.com
- Brad Gilson Jr. - fotografía adicional